# Teach-in
Ein Teach-in ist eine Protest-Aktion in Form einer von Aktivisten organisierten Lehr-, Diskussions- und Informationsveranstaltung zu einem politischen, gesellschaftlichen oder sonst polarisierenden Thema. Besonders im Zuge der 68er-Bewegung wurden Teach-ins typischerweise auf einem Universitätscampus abgehalten, oft als Fortsetzung eines Sit-in oder eines Go-in. Es ist eine gewaltfreie Aktion. Die Zuhörer sollen über Missstände und deren Einordnung in einen größeren Zusammenhang (zum Beispiel  strukturelle Gewalt) informiert werden und dazu angeregt werden, etwas dagegen zu tun.
Wenn bereits Demonstrationen stattgefunden haben, dient das Teach-in primär der Absprache über das weitere Vorgehen.